# نجوى زهير
نجوى زهير ممثلة ومقدّمة برامج إذاعيّة تونسيّة. ولدت سنة 1978 في تونس، تحصّلت على الأستاذيّة في اللغة الإنجليزية والعلاقات الخارجيّة من المعهد العالي للعلوم الإنسانيّة بتونس وتشرف على ورشات مسرحيّة وورشات تعبير جسدي.
بين سنتي 2011 و2012 قدّمت برنامجا إذاعيّا على إذاعة تونس الدولية.

## أعمالها

### السينما

#### الأفلام الطويلة
- 2002 : عرائس الطين للنّوري بوزيد
- 2003 : أوديسة لابراهيم باباي
- 2003 : بدوين هاكر لنادية الفاني
- 2003 : المواعيد النهائيّة للودي بويكن وميشيل آلان ليرنر
- 2004 : كلمة رجال لمعز كمون بدور سالمة
- 2005 : خشخاش لسلمى بكار
- 2006 : بين الوديان لخالد البرصاوي
- 2007 : شطر محبّة لكلثوم برناز
- 2015 : شبابك الجنّة لفارس نعناع
- 2015 : عزيز روحو لسنية الشامخي
- 2017 : الجايدة لسلمى بكار
- 2019 : أريكة في تونس لمنال العبيدي
- 2019 : بورتو فارينا لابراهيم اللّطيف
- 2020 : الرجل الذي باع ظهره لكوثر بن هنية بدور سيوسترا ساما[3]

#### الأفلام قصيرة
- 2004 : كيف ما يرجع الفرططّو لإلياس الزرلي
- 2004 : كاستينغ لفارس نعناع
- 2005 : نسمة وريح للسعد دخيل[4]
- 2005 : نسمة وريح للسعد الدخيلي[5]

### التلفاز

#### المسلسلات
- 2000 : ماطوس لحمادي عرفة[6]
- 2002 : ما حكيتلكشي
- 2003 : يا مسهرني للمنصف ذويب
- 2004 : لوتيل لصلاح الدّين الصّيد
- 2005 : هلّولة وسلّومة لابراهيم اللطيف
- 2005-2008 : شوفلي حل (ضيفة شرف الحلقة 13 من الموسم الأوّل والموسم الخامس) لصلاح الدّين الصّيد
- 2010 : نسيبتي العزيزة (ضيفة شرف الموسم الأوّل) لصلاح الدّين الصّيد
- 2012 : دار الوزير (ضيفة شرف) لصلاح الدّين الصّيد
- 2013 : يوميات امرأة لخليدة الشّيباني بدور مريم
- 2016 : وردة وكتاب لأحمد رجب بدور منية
- 2016-2017 : فلاش باك لمراد بن الشيخ بدور نهال
- 2017 : الحجامة (ضيفة شرف الحلقة 1) لزياد اليتيّم بدور غالية

#### الأفلام التلفزيونيّة
- 2003 : خطى فوق السّحاب لعبد اللّطيف بن عمّار بدور عارم
- 2007 : قداسة الإنسان لجاك مالتير

### فيديوهات
- 2010 : ومضة إشهارية لماركت الجبن التونسي فرومي
- 2014 : شاركت في الحملة التحسيسية لمقاومة العنف ضد المرأة التي نظمتها الجمعية التونسية بيتي وقامت بإخراجها هند بوجمعة

### المسرح
- 2001 : مسرحية "أهبط" وقام بإخراجها للمسرح بشير الدريسي
- 2013 : مسرحية "لاتدفنوا أخي الأكبر بسرعة" وقام بإخراجها للمسرح كاترين مارناس
- 2015 : مسرحية "بلاتو"، مقتبسة عن رواية "نيكراسوڥ" لجون بول سارتر وقام بإخراجها مسرحيا غازي الزغباني

### العروض
- 2000 : علي الرياحي (عرض إفتتاح المهرجان العالمي بقرطاج)، وقام بإخراجها مسرحيا البشير الدريسي
- 2005 : رقصة الكمان (عرض إختتام المهرجان العالمي بقرطاج)، إحياء لذكرى رضا القلعي، وقام بإخراجها مسرحيا منير العرقي